# Свети Архангел Михаил (Могилец)
Вижте пояснителната страница за други значения на Свети Архангел Михаил.
„Свети Архангел Михаил“ (на македонска литературна норма: „Свети Архангел Михаил“) е православна църква в поречкото село Могилец, Северна Македония. Църквата е част от Дебърско-Реканското архиерейско наместничество на Дебърско-Кичевската епархия на Македонската православна църква – Охридска архиепископия.
Църквата е гробищен храм, разположен на два километра западно от селото. Изградена е в 1919 година. Осветена е на 17 ноември 2012 година от митрополит Тимотей Дебърско-Кичевски, заедно со протойерей Игор Никовски, свещениците Боге Богески, Марко Тръпкоски и Саше Костадиноски и дякон Васко Голабоски. Църквата е изписана в същата 2012 година от Гоце Милески от Брод. Обновяването е дело на църковното настоятелство в селото.